# Aéroport international de Tombouctou
L'aéroport international de Tombouctou est un aéroport situé à 5 kilomètres du centre-ville de Tombouctou dans la région de Tombouctou au Mali. 

## Situation
| \| 40 km1:9 529 000 \| Bamako Gao Kayes Kidal Mopti Sikasso Tessalit Tombouctou |
| 40 km1:9 529 000                                                                |

## Historique
Cet aéroport a été inauguré le 15 avril 1961.
Le 22 février 1985, un Antonov An-24 d’Air Mali s'est écrasé au décollage par suite d'une avarie moteur. Des 46 passagers et 6 membres d'équipage, un seul a survécu.
De 2009 à 2012, Air Mali desservait Tombouctou depuis Bamako et Mopti. Royal Air Maroc a proposé au second semestre 2011 un vol depuis Casablanca avec changement à Bamako, mais l'expérience n'a pas été poursuivie.
Lors du conflit malien de 2012-2013, la ville de Tombouctou tombe sous le contrôle du Mouvement national pour la libération de l'Azawad (MNLA) au printemps 2012 qui est rapidement supplanté par des mouvements islamistes plus radicaux comme Ansar Dine. Les vols à partir et vers l'aéroport sont tous suspendus. À la suite de l'engagement militaire de la France en janvier 2013 dans le cadre de l'Opération Serval, l'armée française, appuyée par celle du Mali, reprend le contrôle de l'aéroport de Tombouctou, et de sa zone, dans la nuit du 27 au 28 janvier 2013.

## Compagnie aérienne et destinations
| Compagnies | Destinations                     |
| ---------- | -------------------------------- |
| Sky Mali   | Bamako-M. Keïta, Mopti Ambodédjo |

Actualisé le 29/08/2023